# 海色

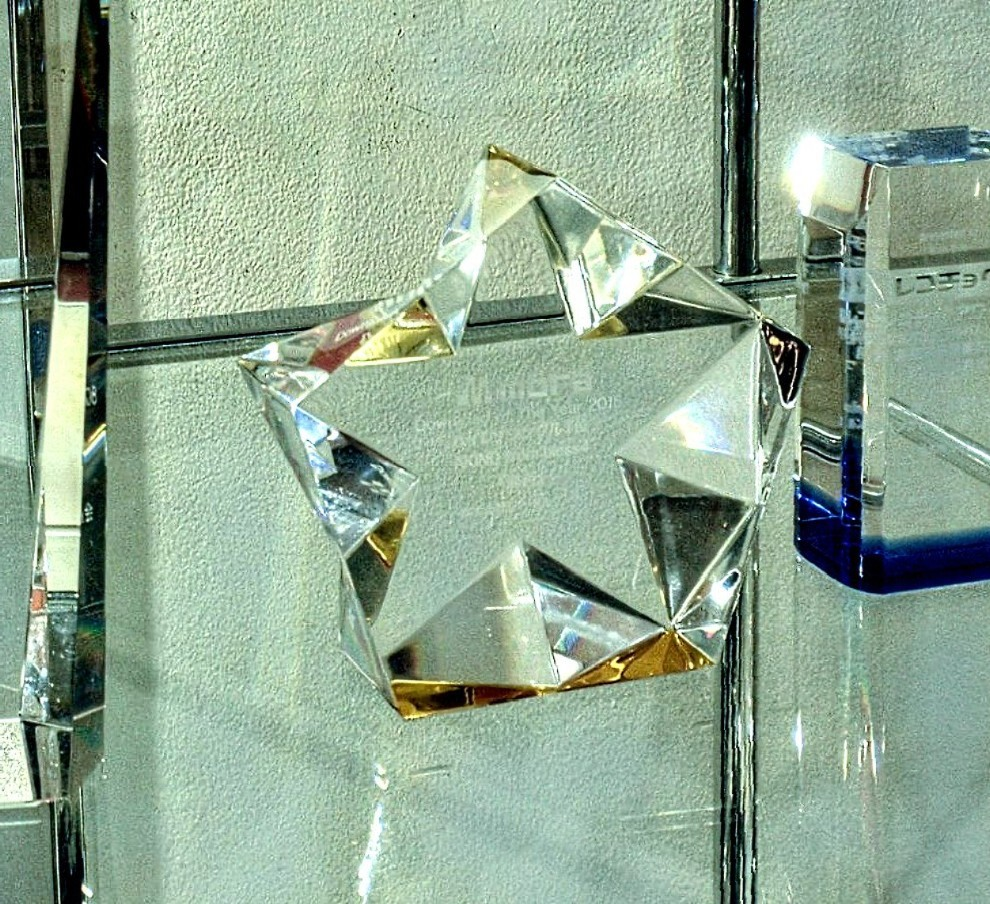
mora：2015年ハイレゾSg
「海色」受賞トロフィー

「海色」（みいろ）は、AKINO from bless4の5作目のシングル。2015年2月18日にFlyingDogから発売された。

## 録音
AKINOは本作レコーディング時、女性の優しさ、愛らしさ、可愛さと女性らしい強さ、更には悲しさも含んでいるイメージを意識して歌唱した。しかし、メロディーが非常に速く、レコーディングの際は相当苦戦し、OKが出ても「もっとできるはず！」と何回も録り直したという。特に1番の歌詞「抜錨」の部分が早口で難航したとインタビューにて述懐している。

## 音楽性
表題曲「海色」は、テレビアニメ『艦隊これくしょん -艦これ-』のOPテーマに採用されている。EDテーマである「吹雪」と同時発売された。
AKINOによると、歌詞の「一撃」は「昔や今の変わりたい自分に一撃できるような強い気持ちを込めて歌いました」とコメントしており、「一撃というフレーズがとても好きなんですよ。アニメに一撃パンチってよく出てくるけど、実際に曲に登場することはないじゃないですか。爆ぜたも調べたら「爆発」とか「弾ける」という意味だと知って、この2つはキーポイントだと思いました。この歌詞は人生を表していると思うんですよ。『艦これ』の吹雪ちゃんも環境や状況にめげずに頑張ってるじゃないですか？　曲のサビにあるようにヤル気満々で。吹雪ちゃんのように夢や希望を持ち続けていれば、落ち込んだり自信を失くしたりといった暗闇や過去も一撃で壊すことができると思います。一撃って「夢に向かって進む」「努力する」そういう意味じゃないかと思いました。「一撃」のところで強さも勇気も沸いてくるし、その結果が「爆ぜる」になると思うんです。吹雪ちゃんも毎日頑張っている、だから「爆ぜる」ことができる。人生も同じですよね。夢に向かって素直に頑張れば喜べるしウキウキする。そういう気持ちが爆ぜた時なんだと思います」と語っている。
原作ゲーム中においても、アニメ放送中に行われたイベント『迎撃! トラック泊地強襲』第3海域以降のボス戦のBGMとして使用された。
また、自身がデザイン、制作を手掛けるライヴ衣装を対象とした服飾製品の販売と、それに付随するファッションショー、及び音楽ライヴを主なコンテンツとしているAKINO's Fashion Collection【AKI-コレ】の挿入歌としても頻繁に使用されている。
c/w曲の「Just Moving On Now」についてAKINOは、「聴いたことがあるような居心地の良いメロディで、懐かしいテイストを感じました」とコメントしており、「海色」も「Just Moving On Now」もビートが強いため、ブラックミュージックのテイストを取り入れ、同じに聴こえないように工夫したという。
アニメ作品でのAKINOのお気に入りキャラクターは吹雪と赤城。

## リリース
本作は2015年2月18日にFlyingDogから発売された。
前作「エクストラ・マジック・アワー」から約4ヶ月ぶりのリリースであり、2クール連続でテレビアニメのOPテーマを担当する。今回は〈AKINO from bless4〉名義。

## プロモーション／マーケティング
本作の発売を記念し、2015年2月15日に発売記念イベントが行われることが発表された。同年3月14日にダイバーシティ東京プラザにて、21日には千里セルシー広場にて『艦隊これくしょん -艦これ-』OP＆ED主題歌シングル発売記念W購入イベントが開催された。

## アートワーク／パッケージ
ジャケットイラストには吹雪・睦月・夕立・那珂・川内・神通の6人の艦娘が描かれている。

## 評価
CDジャーナルは、歌詞・曲調ともに切なさを強調したアップ・テンポの楽曲にAKINOのヴォーカルがぴたりとはまり、原作ゲームの特色であるロストの喪失感を思い起こさせると評した。 
また、株式会社FlyingDog・ビクターエンタテインメント取締役の佐々木史朗は「（AKINOの）ハイトーンの魅力が爆発している」と評した。

## ミュージックビデオ
今回は『AKINO from bless4』名義のため、MVはソロでの撮影である。2014年12月27日にYouTubeでShort verが公開。2020年10月23日19時33分には1,000万回再生を突破した。
AKINO曰くポイントは「一撃」でパンチを繰り出す部分とのこと。当初、「ちょっと男っぽ過ぎるかな」と思っていたが、監督から「いいね！」と言われたため、パンチの動きをガンガン入れたという。
また、アーティスト版MVに先立ち、2014年12月5日には「海色」が使用されたアニメーションPVが公開された。
| 公開日        | 外部映像リンク   | 公開元         |
| ------------- | ---------------- | -------------- |
| 2014年12月5日 | 「海色」アニメCM | KADOKAWA anime |

## ライヴ・パフォーマンス
本楽曲は2014年12月7日に新宿ピカデリーで行われたイベント『艦隊これくしょん -艦これ-』先行試写プレミアムライブ・ビューイングで初披露された。

## チャート成績／認定

### チャート
2015年2月17日付のオリコンデイリーシングルチャートでは6位にランクイン。その後は1度も順位を落とすことなく、2月20日付では3位、2月22日付では2位に、3月2日付のオリコン週間ランキングでは初動3.1万枚を売り上げ週間5位にランクインした。さらに「吹雪」が6位にランクインし、『艦これ』主題歌が2作同時TOP10入りを果たす。
また、Billboard Japan Hot 100では2月25日に初登場2位を獲得。次週も7位を記録し、2週連続でトップ10に滞在した。Billboard Hot Animationにおいても初の1位を獲得。2位の「吹雪」と共に『艦これ』が週間ワンツーフィニッシュを果たす。iTunes日本総合チャートでも1位を獲得した。
『FlyingDog』×『mora』2015年ランキングハイレゾシングルでは1位を受賞。同じく『mora』4年累計ハイレゾシングルランキングでは5位にランクイン。
累計売上枚数 / 5.8万枚
| チャート                               | 最高位 |
| -------------------------------------- | ------ |
| オリコン（CD）                         | 5位    |
| デイリー                               | 2位    |
| Billboard JAPAN HOT 100                | 2位    |
| Billboard Hot Animation                | 1位    |
| Billboard JAPAN Top Singles Sales      | 4位    |
| iTunes日本総合チャート                 | 1位    |
| サウンドスキャン                       | 4位    |
| ミュージックステーション               | 7位    |
| カウントダウンLIVE アニソン ベスト100! | 217位  |

### 認定
前作「エクストラ・マジック・アワー」から2作連続で日本レコード協会より有料音楽配信認定を獲得している。2025年現在の獲得ランクはプラチナ。
| 国                     | 認定月      | RIAJ認定               | カテゴリ     |
| 「海色」               | 「海色」    | 「海色」               | 「海色」     |
| ---------------------- | ----------- | ---------------------- | ------------ |
| 日本の旗               | 2015年5月度 | ゴールド（100,000 DL） | ダウンロード |
| 日本の旗               | 2023年8月度 | プラチナ（250,000 DL） | ダウンロード |
| 「Just Moving On Now」 |             |                        |              |
| N/A                    |             |                        |              |

### 受賞
- FlyingDog × mora2015年ランキングハイレゾシングル - 受賞[7]
- Amazonランキング大賞2015 デジタルミュージック総合 - 2位[19]
- 2015 年間 USEN HIT アニメランキング - 21位[20]

## シングル収録曲
シングルCD
| #         | タイトル                               | 作詞       | 作曲        | 編曲                  | 時間  |
| --------- | -------------------------------------- | ---------- | ----------- | --------------------- | ----- |
| 1.        | 「海色」                               | minatoku   | WEST GROUND | WEST GROUND           | 4:16  |
| 2.        | 「Just Moving On Now」                 | SugarLover | 斎藤悠弥    | 斎藤悠弥 / 伊藤ミツヤ | 3:49  |
| 3.        | 「海色（Instrumental）」               |            |             |                       | 4:16  |
| 4.        | 「Just Moving On Now（Instrumental）」 |            |             |                       | 3:47  |
| 合計時間: | 合計時間:                              | 合計時間:  | 合計時間:   | 合計時間:             | 16:11 |

## メディアでの使用
| 海色               | テレビアニメ『艦隊これくしょん -艦これ-』OPテーマ |
| Just Moving On Now | N/A                                               |

## 収録アルバム
| 曲名               | アルバム                 | 発売日        | 備考                   |
| ------------------ | ------------------------ | ------------- | ---------------------- |
| 海色               | 『Decennia』             | 2015年3月25日 | AKINO 2ndアルバム      |
| 海色               | 『your ears, our years』 | 2021年3月24日 | AKINO ベスト・アルバム |
| Just Moving On Now | N/A                      | N/A           | N/A                    |

## スタッフクレジット

### STAFF
Performed by AKINO
- Producer・Director：西辺誠
- Artist Management：AKASHI（川満アート・テイメント）
- Promoter : 益子恵（FlyingDog）/ 鈴木裕介（FlyingDog）
- Sales Promoter : 梅本薫（Victor Entertainment）
- Digital Contents Promoter : 小林浩（Victor Entertainment）
- A ＆ R:Desk : 岩田容子（FlyingDog）
- Executive Producer : 佐々木史朗（FlyingDog）
- Art Direction ＆ Design : 小門孝行
- Photographer : 高田梓
- Post Pro Editor : 藤田奈美（Victor Entertainment）

### ART STAFF
- Cover Illustration : 井出直美

### 楽曲STAFF
01.「海色」
- Guitar：城石真臣
- Bass：Kei Nakamura
- Drums : Kid'z（MY FIRST STORY）
- Piano : 伊賀拓郎
- Strings : 門脇Strings
- Recordind ＆ Mixing Engineers : 中谷浩平

02.「Just Moving On Now」
- Guitar：伊藤ミツヤ
- Bass：Tetsu Piyo Tanaka
- Recordind ＆ Mixing Engineers : 高桑秋朝

Recordind ＆ Mixing Studio : VICTOR STUDIO
All Masterind Engineer : 川崎洋

### MV STAFF
- Producer：井之上伸也
- Director : 井上強
- Director of Photography : 田嶌誠
- Lighting Director : 藤田昌樹
- Editor ＆ MA : 西村健
- Production Manager : 野村貴宏
- Film Production : OKNACK Inc.

## カバー
海色
- Koyoka -『DivA Effect Project 3rd』（2017年10月31日）
- 東山奈央 -『犬フェス2！』にて歌唱（2019年10月5日）
- Roselia［湊友希那（相羽あいな）］- ゲーム『バンドリ! ガールズバンドパーティ!』収録（2019年7月10日追加[21]）/『バンドリ！ ガールズバンドパーティ！ カバーコレクション Vol.4』（2020年5月27日音源収録）
- JUNNA -『KanColle Memorial Compilation』（2020年11月25日）